# ميلودي أفلام
ميلودي أفلام هي قناة تلفزيونية كندية مصرية مدفوعة مملوكة لمجموعة (Ethnic Channels Group)، وتبث البرامج من ميلودي أفلام بالإضافة إلى المحتوى الكندي المحلي.
ميلودي أفلام هي قناة أفلام معروفة في مصر، وضمت مجموعة متنوعة من أفضل الأفلام من العالم العربي بما في ذلك الأغاني الكلاسيكية والحالية ، والتي امتدت على مدار عقود من الخمسينات وحتى يومنا هذا، وغطت الأفلام التي تم بثها جميع الأنواع من الأكشن إلى الكوميديا إلى الأفلام التاريخية.